# محاولة اغتيال كريستينا فرنانديز دي كيرشنر
وقعت محاولة اغتيال ضد نائبة الرئيس الأرجنتيني كريستينا فرنانديز دي كيرشنر في 1 سبتمبر 2022، حيث حاول رجل اغتيالها خارج مقر إقامتها الرسمي في حي ريكوليتا، بوينس آيرس. حاول الرجل إطلاق النار عليها بمسدس نصف آلي من طراز Bersa Thunder 32، إلا أن المسدس تعطل ولم يُطلق أي طلقات. جرى القبض على الرجل في مكان الحادث.
ووقع الهجوم في الوقت الذي كان أنصارها يستقبلونها في تجمع صغير خارج مقر إقامتها الرسمي. قالت الشرطة المحلية إن المشتبه به فرناندو أندريه ساباغ مونتيل (35 عامًا) هو رجل برازيلي المولد يعيش في الأرجنتين منذ عام 1993.

## تمهيد
كانت فرنانديز دي كيرشنر رئيسة سابقة للأرجنتين، بعد أن رفض زوجها نيستور كيرشنر الترشح لولاية ثانية في عام 2007. حيث تولت الرئاسة لفترتين حتى عام 2015. ثم صارت نائبة للرئيس لألبرتو فرنانديز (لا علاقة أسرية بينها، فقط تشابه أسماء) بعد فوزها في الانتخابات العامة الأرجنتينية التي جرت في أكتوبر 2019، حيث شغلت منصب نائب الرئيس منذ 10 ديسمبر 2019.
في 23 أغسطس 2022، دعا المدعي العام الأرجنتيني دييغو لوتشياني إلى سجن فرنانديز دي كيرشنر لمدة 12 عامًا وحظرها من أي منصب عام نتيجة أحداث فضيحة فساد لازارو بايز (المعروفة أيضًا باسم طريق المال-ك)، وهو ما أشار إلى الفترات الرئاسية السابقة لكل من فرنانديز دي كيرشنر وزوجها نيستور كيرشنر. وردا على ذلك، نظم أعضاء من المعارضة عدة مظاهرات أمام منزلها مطالبين باستقالتها، ثم قام أنصار الحكومة بتنظيم احتجاجات مضادة تأييدًا لها. بدأت المظاهرات قبل ما يقرب من أسبوع من محاولة الاغتيال وكانت المظاهرات شبه مستمرة. رفضت فرنانديز احتجاجات المعارضة، حتى أنها ألقت خطابًا لأنصارها على منصة مرتجلة حيث وصفت احتجاجات المعارضة بأنها نتاج «كراهية البيرونية» ودعت المتظاهرين المعارضين والمؤيدين للحكومة إلى العودة إلى ديارهم.
وقعت عدة أحداث عنف بين المؤيدين والمعارضة، بما في ذلك اعتقال رجل لحمله مفتاح ربط قابل للتعديل باعتباره سلاح محتمل، ووقعت اشتباكات مع شرطة مدينة بوينس آيرس في نفس يوم محاولة الاغتيال.
في 30 أغسطس 2022، في رد فعل على حشود الأشخاص الذين تجمعوا خارج مقر إقامتها، طُلب من القاضي توفير الحماية الفيدرالية لفرنانديز دي كيرشنر، بما في ذلك حماية الشرطة الفيدرالية أو الدرك الوطني، بدلاً من حماية شرطة مدينة بوينس آيرس المحلية فقط، وقد جرى منحها تلك الحماية. على الرغم من ذلك، فقد أعلن عمدة بوينس آيرس هوراسيو رودريغيز لاريتا رفضه للقرار، وانتقد الإجراءات التي اتخذتها الحكومة البيرونية ودعا فرنانديز إلى «تحمل المسؤولية» حتى يتمكن المحتجون المعارضون من العودة إلى ديارهم.

## محاولة الاغتيال
في 1 سبتمبر 2022 الساعة 8:50 مساءً (بالتوقيت المحلي)، عادت فرنانديز دي كيرشنر لتوها إلى مقر إقامتها الرسمي في ريكوليتا، بوينس آيرس، بعد ترؤس جلسة في مجلس الشيوخ الأرجنتيني. وبينما كانت توقع على نسخ من كتابها Sinceramente لمؤيديها، تمكن المشتبه به من الاقتراب منها، واقترب منها مباشرة وسحب زناد مسدس نصف آلي على بُعد سنتيمترات فقط من وجهها. تعطل المسدس وفشل في إطلاق النار، مما سمح لفرنانديز دي كيرشنر بحماية وجهها بيديها والانحناء ليقوم الأمن بحمايتها. ولم تُصَب فرنانديز دي كيرشنر بأي أذى. وجرى القبض على المشتبه به على الفور.
عُثر على مسدس بيرسا ثاندر 32 نصف آلي، المستخدم في الهجوم في وقت لاحق بالقرب من مكان الحادث. كان المسدس محشو بالكامل بخمس رصاصات وظهرت عليه علامات إطلاقه مرتين، رغم أنه فشل في إطلاق النار في المرتين، ولم يُعثر على أي قذائف في المكان. كان الرقم التسلسلي للمسدس مشطوب جزئيًا، لكن المصادر الرسمية اعتبرت المسدس «صالح للإطلاق».
وفقًا لصحيفة الغارديان، ذكرت عدة تقارير أن المشتبه به ربما لم يضغط على الزناد. ومع ذلك، فقد ظهر صوت نقر مسموع في تسجيل الصوت من عدة مقاطع فيديو للهجوم.

## المتهم
المشتبه به فرناندو أندريه ساباج مونتيل (مواليد 13 يناير 1987) هو برازيلي يبلغ من العمر 35 عامًا يعيش في لا باتيرنال، بوينس آيرس، ويقيم في الأرجنتين منذ عام 1993. كان يعمل سائق أوبر. في 17 مارس 2021، أُلقي القبض عليه لحيازته سكينًا بطول 35 سم في سيارته أثناء تفتيش شرطة المرور لمركبته بلعدم وجود لوحة الترخيص الخلفية، ووجهت إليه تهمة حمل «أسلحة غير تقليدية». وأسقطت النيابة القضية لأنها «لم تكن مسألة مهمة».
في الأسابيع التي سبقت الهجوم، ظهر مونتيل في قناة Crónica TV في الشارع منتقدًا برامج الرعاية الاجتماعية الحكومية، زاعمًا أنها جعلت الناس «كسالى». وخلال المقابلة التلفزيونية وفي منشوراته على وسائل التواصل الاجتماعي، أدلى مونتيل بتصريحات تدين كلاً من فرنانديز دي كيرشنر وخصمها خافيير ميلي.
يوجد لدى مونتيل وشم شمس سوداء على كوعه الأيسر وكذلك وشم الصليب الحديدي على يده اليمنى - وكلاهما من الرموز النازية. ولوحظ أنه يتبع مجموعة واسعة من المعتقدات الغامضة على وسائل التواصل الاجتماعي مثل ديانة الويكا الوثنية، و«الشيوعية الشيطانية»، و«علوم السحر والتنجيم»، و«المدرب المناهض للاضطراب النفسي»، بالإضافة إلى الجماعات المتطرفة أو جماعات الكراهية. جرى إلغاء تنشيط الحسابات بعد وقت قصير من الهجوم. وكان قد جرى الإبلاغ عنه في الماضي بتهمة العنف ضد المرأة وإساءة معاملة الحيوانات.

## ردود الفعل

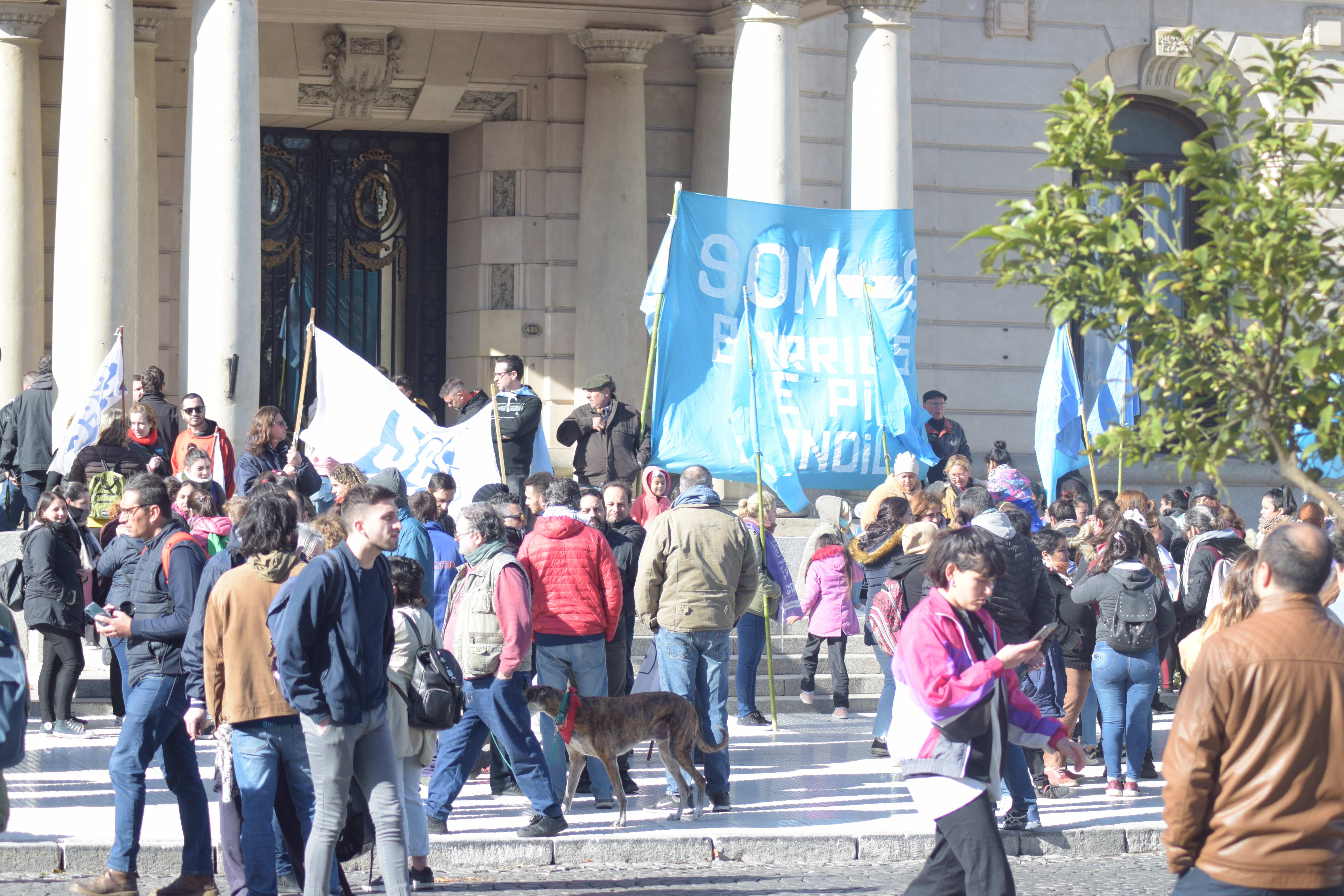
مظاهرة في تانديل، مقاطعة بوينس آيرس

أعلن الرئيس الأرجنتيني ألبرتو فرنانديز أن التحقيق سيديره القاضية الفيدرالية ماريا يوجينيا كابوتشيتي، وأن إدواردو تايان سيرفع القضية. وسيتولى المدافع العام خوان مانويل هيرميدا الدفاع عن المشتبه به. من المقرر توجيه تهمة الشروع في القتل إلى المتهم. ولم تكشف التحقيقات الأولية عن أي صلات تربط المشتبه به بأي منظمة، ويجري العمل لمعرفة ما إذا كان هناك شركاء في المحاولة. اكتشف المحققون الذين داهموا منزل المشتبه به المستأجر في حي فيلا زاجالا وجود حوالي 100 رصاصة.
أدان العديد من وزراء الحكومة الأرجنتينية وكذلك السياسيون، بمن فيهم الرئيس الأسبق موريسيو ماكري، محاولة الاغتيال.
أدانت العديد من الدول محاولة الاغتيال.